# تاکایشی، اوساکا
تاکایشی در استان اوساکا در کشور ژاپن واقع شده‌است  که دارای جمعیت ۶۰٬۰۷۷ نفر و مساحت ۱۱٫۳۵ کیلومتر مربع با تراکم جمعیت ۵٬۲۹۳  نفر در کیلومترمربع است و در تاریخ ۱ نوامبر ۱۹۶۶ به عنوان شهر شناخته شد.